# Digor
Digor (armenisch Տեկոր/Tekor)  ist eine Stadt und ein Landkreis in der Provinz Kars im Nordosten der Türkei. Digor liegt etwa 38 km südöstlich der Provinzhauptstadt an der Fernstraße D 070. Die Stadt wurde während der russischen Herrschaft im 19. Jahrhundert gegründet (Oblast Kars). Nach etwa 40 Jahren wurde Digor am 22. Oktober 1920 von der russischen Besatzung befreit.
Der Landkreis Digor wurde 1953 durch das Gesetz Nr. 6068 vom Landkreis (Kaza) Kağızman ausgegliedert. Er liegt im Südosten der Provinz grenzt im Norden und Westen an den zentralen Landkreis (Merkez) Kars, im Südwesten an den Kreis Kağızman sowie im Süden an die Provinz Iğdır. Landesgrenzen bestehen mit der Republik Armenien im Osten des Kreises.
Bekannte Sehenswürdigkeiten waren das armenische Kloster Horomos, die Tekor-Basilika, die Kathedrale von Mren und das Chzgonk-Kloster aus dem 7. Jahrhundert, welche nach der Einnahme 1920 des westlichen Teils von Armenien durch die Türkei zerstört wurden.
Der Kreis besteht neben der Kreisstadt aus der größeren Gemeinde Dağpınar (3278 Einw.), 25 km südöstlich von Kars und 12 km nordwestlich von Digor gelegen. 37 Dörfer (Köy) mit durchschnittlich 425 Bewohnern vervollständigen den Kreis. Das mit Abstand größte Dorf ist Kocaköy (1949 Einw.). Die Bevölkerungsdichte liegt 19,7 Einw. je km² unter dem Provinzdurchschnitt (von 28).